# DESTROYA
«DESTROYA» es una canción de la banda estadounidense de rock My Chemical Romance. Es la decimosegunda pista de su álbum Danger days: the true lives of the Fabulous Killjoys, publicado en 2010.

## Composición y grabación
El vocalista de la banda, Gerard Way, se ha referido al origen de la canción de la siguiente manera:

«DESTROYA» fue inspirada en gran medida por el festival Holi de India porque era relevante para el proyecto. Miré varios videos en YouTube de gente tocando en la calle durante el festival Holi. Lo que se escucha al principio de la canción son unos diez segundos de estos músicos callejeros que había escuchado y que traté de recrear.
Gerard Way

Way también ha dicho que en la composición de la canción todo comenzó con la batería, y que en su grabación «todos tuvieron la oportunidad de tocar [aquel instrumento]».

## Contenido
Gerard Way ha comentado que «para mí, “DESTROYA” es otra poderosa obra de arte en el disco», y que «es probablemente la canción más compleja que la banda jamás ha hecho».
Way ha explicado que la canción tiene como tema central a la religión, y que «trata a la religión casi como una superstición, o cuestiona su existencia».
Rick Florino de Artist Direct dice que la canción «arremete contra los sentidos con un ritmo espástico aunque sucinto, y unos golpes de guitarra aún más afilados», mientras que Chris Carle de IGN comenta que «“DESTROYA” suena como una tripartición entre MCR, Jane's Addiction y Nine Inch Nails». Por su parte, Dan Martin de la revista NME la describe como «un enorme ritmo de guitarra tribal y gótico, repetido una y otra vez como unos Stone Roses heavy metal haciendo algo de The Rocky horror show, y que culmina con Gerard gritando el título una, otra, otra y otra vez más», y la resume como una canción «desquiciadamente pesada y, por tanto, brillante».

## Interpretaciones en directo
My Chemical Romance interpretó «DESTROYA» en el programa de televisión estadounidense Late night with Jimmy Fallon el 8 de agosto de 2011. El video de la interpretación se publicó exclusivamente a través de internet.